# جيان نغيسان
جيان نغيسان (بالإسبانية: Jean N'Guessan)‏ (17 أبريل 2003 في ساحل العاج - ) هو لاعب كرة قدم إفواري في مركز الوسط يلعب في نادي الوصل الإماراتي.

## وصلات خارجية
- جيان نغيسان على موقع قاعدة بيانات كرة القدم.إي يو (الإنجليزية)
- جيان نغيسان على موقع Soccerway.com (الإنجليزية)
- جيان نغيسان على موقع عالم كرة القدم.نت (الإنجليزية)